# O Milagre Segundo Salomé
O Milagre Segundo Salomé é um filme português realizado em 2004 por Mário Barroso.
A estreia em Portugal foi a 13 de Maio de 2004.

## Elenco
- Ana Bandeira
- Nicolau Breyner
- Ricardo Pereira
- Paulo Pires
- Ana Padrão